# Kugoyeiski
Kugoyeiski (del ruso: Кугоейский) es un jútor del raión de Zernograd del óblast de Rostov de Rusia. Está situado a orillas del río Kugo-Yeya, frente a Kalinin, del vecino krai de Krasnodar, 35 km al sur de Zernograd y 82 km al sureste de Rostov del Don, la capital del óblast. 
Pertenece al municipio Guliái-Borísovskoye.